# Grzegorz Fijałek
Grzegorz Fijałek (Wadowice, 11 de mayo de 1987) es un deportista polaco que compite en voleibol, en la modalidad de playa.
Ganó dos medallas de bronce en el Campeonato Europeo de Vóley Playa, en los años 2013 y 2016. Participó en dos Juegos Olímpicos de Verano, ocupando el quinto lugar en Londres 2012 y el 17.º en Río de Janeiro 2016.

## Palmarés internacional
| Campeonato Europeo | Campeonato Europeo   | Campeonato Europeo | Campeonato Europeo |
| Año                | Lugar                | Medalla            | Pareja             |
| ------------------ | -------------------- | ------------------ | ------------------ |
| 2013               | Klagenfurt (Austria) | Medalla de bronce  | Mariusz Prudel     |
| 2016               | Biel/Bienne (Suiza)  | Medalla de bronce  | Mariusz Prudel     |